# Neutronenvangst
Met neutronenvangst wordt het invangen van een neutron door een atoomkern verstaan.
Soms resulteert dit in een nieuwe, stabiele isotoop van het atoom, maar het kan ook leiden tot het ontstaan van radioactieve isotopen of een kernsplijting tot gevolg hebben. Bij de vangst van een neutron komt de kern meestal niet meteen in de grondtoestand terecht, maar in een aangeslagen toestand. De overtollige energie komt vrij in de vorm van gammastraling (fotonen) of wordt afgegeven in de vorm van een secundair deeltje (bijvoorbeeld een proton).
Een aangeslagen kern geeft vaak een gammafoton af om de toegenomen energie kwijt te raken. Omdat de gevormde kern vaak een neutronenoverschot heeft treedt ook vaak bètastraling op; er wordt een elektron met zeer hoge energie uitgezonden en het aantal protonen neemt daardoor toe met één. Door het beschieten van materialen met neutronen kunnen dus elementen met hogere atoomgetallen worden geproduceerd. Dit proces komt ook voor in de mantel van sterren en is daar verantwoordelijk voor de vorming van zwaardere elementen dan door kernfusie zouden kunnen ontstaan.
In december 1938 rondden Otto Hahn en zijn assistent Fritz Strassmann een reeks experimenten af. Door uranium met neutronen te beschieten probeerden ze elementen met hogere atoomgetallen te verkrijgen. Bij het beschieten van uranium ontdekten ze dat er radioactieve isotopen van barium (atoomnummer 56) waren gevormd. De enige verklaring voor de vorming van zo een groot fragment was het uiteenvallen in ongeveer gelijke brokken van de aangeslagen kern. Lise Meitner, een voormalig medewerkster en theoretisch fysicus, bevestigde dat deze mogelijkheid de juiste verklaring moest zijn voor vorming van deze bariumisotoop. Hiermee was het principe van kernsplijting ontdekt. In 1944 ontving Otto Hahn de Nobelprijs voor de Scheikunde.

## Stabiliteit van een kern
Een atoomkern bestaat uit protonen en neutronen. De protonen zijn positief geladen en stoten elkaar daardoor af. De neutronen zijn niet-geladen. Binnen de kern werkt nog een andere kracht, de sterke kernkracht, die aantrekkend werkt. Deze kracht werkt tussen alle kerndeeltjes (neutronen en protonen). Het toevoegen van neutronen aan een kern kan daardoor de kern stabieler maken. Een kern met meer dan één proton is alleen stabiel als er voldoende neutronen aanwezig zijn. Het is echter niet zo dat een groter aantal neutronen altijd stabiliserend werkt; bij een te groot aantal neutronen wordt de kern ook instabiel.
Er zijn nog wel enkele regels voor kernstabiliteit:
- Even-Even regel - Als de kern zowel een even aantal protonen als een even aantal neutronen heeft dan is de kern stabieler. Dit wordt verklaard door spin.
- De magische getallen 2, 8, 20, 28, 50, 82 en 126. Als dit aantal protonen of neutronen voorkomt is de kern stabieler. Dit wordt verklaard door andere kwantummechanische symmetrieoverwegingen.[1]

## Voorbeelden van neutronenvangst

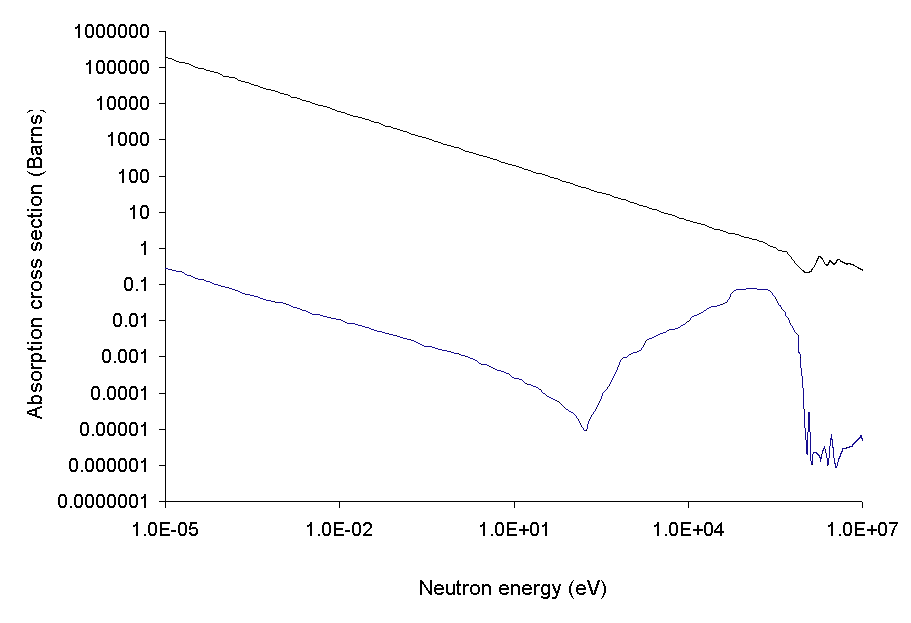
Vangstdoorsnede van twee isotopen van Boor

Boor komt in de natuur voor in twee verschillende isotopen, 10B en 11B. De eerste komt ongeveer voor 20% voor, de andere voor 80%. 10B kan een neutron invangen en wordt dan 11B.
Koolstof heeft ook twee stabiele isotopen: 12C en 13C. De laatste komt voor ongeveer 1% voor. 13C kan een neutron invangen en vormt dan 14C. Dit 14C wordt gebruikt bij de koolstofdatering. Overigens is de hier beschreven reactie niet de reactie waar in de natuur de meeste 14C wordt gevormd. Die wordt namelijk voornamelijk gevormd uit 14N. Deze isotoop kan ook een neutron invangen dat door kosmische straling is vrijgemaakt. Bij het invangen wordt een proton uitgezonden en wordt het genoemde 14C gevormd.
Uranium is het bekendste voorbeeld van een element met een isotoop die door neutronvangst gespleten kan worden. De isotoop 235U kan een neutron invangen en dan in een zo heftige trilling raken dat de kern in twee ongeveer gelijke delen uiteenvalt. Bij deze splijting komen ook weer neutronen vrij, en instabiele kernen door het neutronenoverschot bij de twee gevormde kernen. Dit heet kernsplijting en vormt de basis van de werking van een kerncentrale.

## Vangstdoorsnede
Neutronvangst is een duidelijk kwantummechanisch proces. De kans dat een kern een neutron invangt wordt vaak uitgedrukt als een vangstdoorsnede (werkzame doorsnede). Dit komt neer op de doorsnede die de kern zou moeten hebben als de kern en het neutron beide "harde bollen" zouden zijn, om de waargenomen vangstkans tot gevolg te hebben. Een grotere kans op vangst betekent dan een grotere doorsnede van de kern.
Het blijkt dat deze vangstdoorsnede sterk afhankelijk is van de energie (de snelheid) van het neutron. Neutronen van bepaalde energieën hebben een grote kans om ingevangen te worden, terwijl een paar eV meer of minder de kans enorm doet afnemen. Dit geeft al aan dat dit proces niet door de klassieke natuurkunde verklaard kan worden. De pieken in de vangstdoorsnede noemt men resonanties.

## Toepassingen
Naast het al genoemde voorbeeld van kernsplijting, is neutronenvangst in vreedzame toepassingen van kernenergie meestal ook essentieel om het verloop van de kettingreactie in de hand te houden: door het overschot aan neutronen af te vangen, wordt voorkomen dat de reactie uit de hand loopt. Daartoe worden regelstaven in de reactor ingebracht, die vervaardigd zijn van een materiaal met een grote werkzame doorsnede voor neutronenvangst zonder dat de atoomkernen daarbij zelf uit elkaar vallen (onder andere cadmium en boor lenen zich hiervoor).
Een andere toepassing is neutronenactivering.